# 小行星134244
小行星134244（134244 De Young）是一颗绕太阳运转的小行星，为主小行星带小行星。该小行星于2006年1月发现。
該小行星以美國教師麥克·德揚（Mike De Young）命名。

## 轨道参数
小行星134244的轨道半长轴为407 558 751 km，2.7243232 UA，离心率为0.185。